# Voleibol en los Juegos Olímpicos de París 2024
El voleibol en los Juegos Olímpicos de París 2024 se realizó en la Arena Paris Sud 1 de París del 27 de julio al 11 de agosto de 2024.
Fueron disputados en este deporte dos torneos diferentes, el masculino y el femenino.

## Torneo masculino

### Clasificación
| Competición               | Fecha                                   | Sede                   | Plazas | Equipos clasificados                     |
| ------------------------- | --------------------------------------- | ---------------------- | ------ | ---------------------------------------- |
| País anfitrión            | –                                       | –                      | 1      | Francia                                  |
| Torneo Intercontinental 1 | 30 de septiembre – 8 de octubre de 2023 | Río de Janeiro, Brasil | 2      | Alemania Brasil                          |
| Torneo Intercontinental 2 | 30 de septiembre – 8 de octubre de 2023 | Tokio, Japón           | 2      | Estados Unidos Japón                     |
| Torneo Intercontinental 3 | 30 de septiembre – 8 de octubre de 2023 | Xi'an, China           | 2      | Polonia Canadá                           |
| Ranking mundial           | 24 de junio de 2024                     | –                      | 5      | Eslovenia Italia Argentina Serbia Egipto |
| Total                     |                                         |                        | 12     | 7                                        |

## Torneo femenino

### Clasificación
| Competición                       | Fecha                         | Sede          | Plazas | Equipos clasificados                  |
| --------------------------------- | ----------------------------- | ------------- | ------ | ------------------------------------- |
| País anfitrión                    | –                             | –             | 1      | Francia                               |
| Torneo Intercontinental - Grupo A | 16 – 24 de septiembre de 2023 | Ningbo, China | 2      | República Dominicana Serbia           |
| Torneo Intercontinental - Grupo B | 16 – 24 de septiembre de 2023 | Tokio, Japón  | 2      | Turquía Brasil                        |
| Torneo Intercontinental - Grupo C | 16 – 24 de septiembre de 2023 | Łódź, Polonia | 2      | Estados Unidos Polonia                |
| Ranking mundial                   | 17 de junio de 2024           | –             | 5      | Italia China Japón Países Bajos Kenia |
| Total                             |                               |               | 12     | 12                                    |

## Medallistas
| Evento                  | Oro     | Plata          | Bronce         |
| ----------------------- | ------- | -------------- | -------------- |
| Masculino (9 de agosto) | Francia | Polonia        | Estados Unidos |
| Femenino (10 de agosto) | Italia  | Estados Unidos | Brasil         |

## Medallero
| Núm. | País           | Oro | Plata | Bronce | Total |
| ---- | -------------- | --- | ----- | ------ | ----- |
| 1    | Francia        | 1   | 0     | 0      | 1     |
| 1    | Italia         | 1   | 0     | 0      | 1     |
| 3    | Estados Unidos | 0   | 1     | 1      | 2     |
| 4    | Polonia        | 0   | 1     | 0      | 1     |
| 5    | Brasil         | 0   | 0     | 1      | 1     |
|      | TOTAL          | 2   | 2     | 2      | 4     |